# 1544 Vinterhansenia
1544 Vinterhansenia este un asteroid din centura principală, descoperit pe 15 octombrie 1941, de Liisi Oterma.